# Język ewe
Język ewe (nazwa własna: Ɛʋɛgbɛ) – język z wielkiej rodziny nigero-kongijskiej, zaliczany do języków kwa. Używany jest przez lud Ewe na obszarze południowo-wschodniej Ghany, południowego Togo i Beninu oraz w południowo-zachodniej Nigerii. W Togo posiada obok kabre status języka narodowego. Od końca XIX wieku zapisywany jest w zmodyfikowanym alfabecie łacińskim, jako alfabet ewe.
Istnieje Wikipedia w języku ewe.
Odmianą języka ewe jest język fon, jeden z głównych języków Beninu.